# Sidi Saada
Sidi Saada (em árabe: سيدي سعادة) é uma comuna localizada na província de Relizane, Argélia. De acordo com o censo de 2008, a população total da cidade era de 17 558 habitantes.